# 前731年
| 千纪： | 前1千纪 |
| 世纪： | 前9世纪 \| 前8世纪 \| 前7世纪 |
| 年代： | 前760年代 \| 前750年代 \| 前740年代 \| 前730年代 \| 前720年代 \| 前710年代 \| 前700年代 |
| 年份： | 前736年 \| 前735年 \| 前734年 \| 前733年 \| 前732年 \| 前731年 \| 前730年 \| 前729年 \| 前728年 \| 前727年 \| 前726年 |
| 纪年： | 庚戌年（狗年）；周平王四十年；魯惠公三十八年；齊莊公六十四年；晉孝侯八年；曲沃桓叔十四年；秦文公三十五年；楚武王十年；宋宣公十七年；衛桓公四年；陳桓公十四年；蔡宣公十九年；曹桓公二十六年；鄭莊公十三年；燕鄭侯三十四年；杞武公二十年 |

## 逝世
- 齊莊公，齊國國君。[1]
- 曲沃桓叔，晉國領主。[2]